# 西伯利亚编年史
《西伯利亚编年史》（俄語：Сибирские летописи），由叶西波夫、昆古尔、列梅佐夫、斯特罗加诺夫等人所撰写的约40部反映16世纪后期至18世纪的西伯利亚编年体史书系列。为研究早期西伯利亚历史资料之一。该著作内容纷繁复杂，其起源和史实常成为学者所争议焦点。历史学家巴赫鲁申认为，该史书源于已佚失之1621年记载哥萨克英雄人物叶尔马克远征西伯利亚的幸存者所著《西伯利亚抵达记》的底本并加以发挥，遂成其著。从而表现了叶尔马克的相关事迹，成为传说的基础而流行于民间。